# Harpullia mabberleyana
Harpullia mabberleyana är en kinesträdsväxtart som beskrevs av W.N.Takeuchi. Harpullia mabberleyana ingår i släktet Harpullia och familjen kinesträdsväxter. Inga underarter finns listade i Catalogue of Life.